# ナスノカオリ
ナスノカオリ（欧字名:Nasuno Kaori、1968年4月7日 - 1997年7月28日）は、日本の競走馬、繁殖牝馬。
1971年の桜花賞を制し、同年の啓衆社賞最優秀4歳牝馬に選出された。全妹に優駿牝馬（オークス）優勝のナスノチグサがいる。

## 経歴

### デビューまで
1968年4月7日、栃木県那須郡那須町の那須野牧場にて誕生。幼名を漢字で命名する牧場の方針があり、1968年産に共通して付される「映」に母ナスノホシから「星」を組み合わせて「映星」と命名された。映星は、視力の弱さが懸念されたものの競走に影響するものではなかった。当歳秋に離乳、その1週間後に馬追い運動が行われた。10頭ほどの同期とともに中団を走る姿は注目されていた。2歳秋には、ハミや鞍をつけて騎手が乗って育成された。坂路調教でも余裕で駆けあがっていた。
映星は牧場自身で所有し、冠名「ナスノ」に「カオリ」が組み合わせた「ナスノカオリ」と命名された。2歳秋に東京競馬場に厩舎を構える稲葉幸夫厩舎に入厩した。

### 競走馬時代

#### 3歳（1970年）
デリケートな性格で消化が悪く、追い切りをすると頻繁に熱発していた。
1970年7月25日、福島競馬場の新馬戦（芝1000m（良）メートル）に嶋田功が騎乗しデビュー。1番人気に支持されたが、2着に敗れた。その3週間後の2戦目の新馬戦では、後方に9馬身離して逃げ切り初勝利を果たした。その後、芙蓉ステークス5着を挟み、条件戦のサルビア賞ではカネヒムロに1馬身半差をつけて2勝目となった。その後、稲葉はナスノカオリの力がまだ発達していないことを考慮し、有力馬との対戦を避け、重賞ではなくオープン競走に進んだ。年末中山競馬場のマイル戦に出走し、1番人気に応えて逃げ切り3勝目となった。

#### 4 - 5歳（1971 - 1972年）
4歳となる1971年1月、新春4歳牝馬ステークスで始動したが、初の重馬場ということもあり6着に敗退した。その後一休みして、2月28日に阪神競馬場に移動した。この頃より、抱えていた消化の悪さや熱発が見られなくなった。3月28日の桜花賞のトライアル競走である阪神4歳牝馬特別に出走した。9番人気の評価を受け、好位から直線で逃げ馬を捕らえて先頭に立ったが、ソラをつかうなどして伸びず、追い上げた人気薄のエリモジェニーにクビ差かわされた2着となった。嶋田は「良馬場なら楽しみ」と桜花賞に期待した。
4月18日の桜花賞は、雨が降り不良馬場となった。稲葉は、重馬場が苦手だとして桜花賞を「七分あきらめている」というほどであり、出走前日まで9番人気であった。ナスノカオリは、調教内容、体調の両方が評価されたこともあり、当日直前には1番人気に支持された。稲葉は、嶋田に「スタートで出遅れるな。それに負けてもいいから外を回ってこい」と指示した。嶋田は出遅れないように右足に拍車を装着し、良いスタートを切った。逃げ馬を臨む好位に位置した。最終コーナーで大外から逃げ馬に迫り、残り100メートルで先頭となるとソラなどを使わずに伸び、後方に2馬身つけて勝利した。嶋田にとって初のクラシック勝利となった。
東京に戻り、優駿牝馬（オークス）のトライアル競走である東京4歳牝馬特別に2番人気で出走した。3番手から直線コースの坂で先頭となり、後方に1馬身半離して勝利。連勝の身で、6月5日の優駿牝馬（オークス）に参戦し1枠1番に収まった。これまでサルビア賞、桜花賞、東京4歳牝馬特別など4回1枠1番となり、そのすべてで勝利しているジンクスもあり1番人気に推された。スタートから馬場の内側の好位につけていたが、最終コーナーではすでに後退。直線に入っても巻き返すことができず10着に敗退した。嶋田は敗因を重い馬場に求めていた。
夏を休養して、牝馬東京タイムズ杯で復帰し、トウメイに差をつけられて5着。それ以降定期的に出走したが、1年4か月間勝利することができなかった。5歳秋に新潟競馬場と福島競馬場のオープンを3勝し、有馬記念の推薦馬に選出されて出走。最低人気ながらタケデンバードに先着するなど9着となり、このレースを最後に競走馬を引退した。

### 繁殖牝馬時代
引退後は那須野牧場で繁殖牝馬となり、初年度はムーティエが配合された。初仔となる牡馬を出産し、評判だったが疝痛により2歳で死んだ。続いてラディガを父に持つ2番仔（後のナスノアロマ）を生産した。その後、卵巣の機能障害に見舞われて卵巣を片方失ったこともあり、テスコボーイやノーザンテーストなど人気種牡馬を配合しても、不受胎、流産を繰り返してしまった。北海道様似郡様似町の瀬口信正牧場に場所を移して生産を試みたが、流産を繰り返して再び那須野牧場に戻った。
その後も不受胎を繰り返し、1991年以降種付けが実施されなかった。1997年7月28日に30歳で死亡した。

## 競走成績
以下の内容は、netkeiba.comおよびJBISサーチの情報に基づく。
| 競走日     | 競馬場 | 競走名             | 格  | 距離（馬場）  | 頭 数 | 枠 番 | 馬 番 | オッズ （人気） | 着順 | タイム | 騎手      | 斤量 [kg] | 1着馬（2着馬）     |
| ---------- | ------ | ------------------ | --- | ------------- | ----- | ----- | ----- | --------------- | ---- | ------ | --------- | --------- | ------------------ |
| 1970.07.25 | 福島   | 3歳新馬            |     | 芝1000m（良） | 9     | 3     | 3     | 003.60（1人）   | 02着 | 1:00.4 | 0嶋田功   | 52        | デルージターフ     |
| 0000.08.15 | 福島   | 3歳新馬            |     | 芝1000m（良） | 9     | 4     | 4     | 002.30（1人）   | 01着 | 0:58.7 | 0嶋田功   | 52        | (モラールターフ)   |
| 0000.09.13 | 中山   | 芙蓉S              |     | 芝1200m（良） | 6     | 6     | 6     | 004.60（2人）   | 05着 | 1:13.2 | 0嶋田功   | 52        | パワーエクスプレス |
| 0000.10.04 | 中山   | サルビヤ賞         | 2下 | 芝1200m（稍） | 13    | 1     | 1     | 005.00（1人）   | 01着 | 1:11.9 | 0嶋田功   | 52        | (カネヒムロ)       |
| 0000.11.07 | 東京   | 3歳オープン        |     | 芝1400m（重） | 7     | 4     | 4     | 004.90（3人）   | 03着 | 1:26.9 | 0嶋田功   | 53        | ヤシマライデン     |
| 0000.11.28 | 東京   | 3歳オープン        |     | 芝1400m（稍） | 13    | 6     | 8     | 011.40（4人）   | 03着 | 1:26.3 | 0嶋田功   | 53        | キヨハヤ           |
| 0000.12.26 | 中山   | 3歳オープン        |     | 芝1600m（良） | 7     | 1     | 1     | 004.50（1人）   | 01着 | 1:37.2 | 0嶋田功   | 53        | (ハツイチオー)     |
| 1971.01.23 | 東京   | 新春4歳牝馬S       |     | 芝1600m（重） | 9     | 4     | 4     | 015.00（3人）   | 06着 | 1:42.8 | 0嶋田功   | 54        | カネヒムロ         |
| 0000.03.28 | 阪神   | 阪神4歳牝馬特別    |     | 芝1400m（良） | 21    | 5     | 11    | 028.10（9人）   | 02着 | 1:24.8 | 0嶋田功   | 54        | エリモジェニー     |
| 0000.04.18 | 阪神   | 桜花賞             |     | 芝1600m（不） | 25    | 1     | 1     | 010.20（1人）   | 01着 | 1:39.9 | 0嶋田功   | 55        | (ホマレマツ)       |
| 0000.05.16 | 東京   | 東京4歳牝馬特別    |     | 芝1800m（良） | 15    | 1     | 1     | 005.60（2人）   | 01着 | 1:50.2 | 0嶋田功   | 54        | (ミスアリシドン)   |
| 0000.06.06 | 東京   | 優駿牝馬           |     | 芝2400m（不） | 23    | 1     | 1     | 005.90（1人）   | 10着 | 2:38.3 | 0嶋田功   | 55        | カネヒムロ         |
| 0000.10.31 | 東京   | 牝馬東京タイムズ杯 |     | 芝1600m（重） | 13    | 8     | 12    | 012.40（4人）   | 05着 | 1:38.9 | 0嶋田功   | 54        | トウメイ           |
| 0000.11.14 | 東京   | カブトヤマ記念     |     | 芝2000m（良） | 11    | 8     | 10    | 005.60（2人）   | 03着 | 2:02.7 | 0嶋田功   | 55        | カツタイコウ       |
| 0000.12.05 | 中山   | クモハタ記念       |     | 芝1800m（良） | 9     | 8     | 8     | 006.10（3人）   | 04着 | 1:49.6 | 0嶋田功   | 51        | トウショウピット   |
| 1972.04.02 | 福島   | 5歳上300万下       |     | 芝1600m       | 0     | 7     | 8     | 004.30（2人）   | 06着 | 1:39.0 | 0嶋田功   | 57        | ハーバーローヤル   |
| 0000.05.03 | 東京   | 京王杯SHC          |     | 芝1800m（良） | 16    | 2     | 4     | 010.50（5人）   | 07着 | 1:51.1 | 0嶋田功   | 51        | ダイセンプー       |
| 0000.05.28 | 中山   | 中山牝馬S          |     | 芝2000m（良） | 9     | 3     | 3     | 004.60（2人）   | 03着 | 2:04.3 | 0嶋田功   | 51        | クリケント         |
| 0000.07.23 | 東京   | 安田記念           |     | 芝1600m（不） | 13    | 4     | 4     | 020.70（9人）   | 07着 | 1:39.7 | 0嶋田功   | 50        | ラファール         |
| 0000.09.03 | 新潟   | BSN杯              |     | 芝1800m（良） | 7     | 2     | 2     | 005.20（3人）   | 01着 | 1:48.8 | 0嶋田功   | 55        | (グランドプロス)   |
| 0000.09.17 | 新潟   | 新潟記念           |     | 芝2000m（稍） | 7     | 5     | 5     | 010.90（4人）   | 04着 | 2:04.0 | 0嶋田功   | 56        | パッシングゴール   |
| 0000.10.01 | 新潟   | 新潟日報賞         |     | 芝1600m（良） | 6     | 4     | 4     | 003.10（1人）   | 01着 | 1:35.8 | 0小島太   | 56        | (メジロターマリン) |
| 0000.10.15 | 新潟   | 関屋記念           |     | 芝1800m（良） | 10    | 7     | 8     | 005.70（3人）   | 03着 | 1:49.6 | 0徳吉一己 | 56.5      | パッシングゴール   |
| 0000.10.29 | 福島   | 河北新報杯         |     | 芝1600m（良） | 6     | 6     | 6     | 002.70（1人）   | 01着 | 1:37.3 | 0小島太   | 57        | (グランドプロス)   |
| 0000.11.19 | 福島   | 福島大賞典         |     | 芝1800m（良） | 8     | 8     | 8     | 006.00（3人）   | 02着 | 1:50.4 | 0小島太   | 58        | タクマオー         |
| 0000.12.03 | 東京   | クモハタ記念       |     | 芝1800m（良） | 19    | 7     | 15    | 022.90（7人）   | 15着 | 1:49.9 | 0小島太   | 57        | タケデンバード     |
| 0000.12.17 | 中山   | 有馬記念           |     | 芝2500m（良） | 14    | 6     | 9     | 064.7（14人）   | 09着 | 2:39.9 | 0小島太   | 54        | イシノヒカル       |

## 血統表
| ナスノカオリの血統（トウルビヨン系 / Pharos、Fairway 4×5、Tourbillon 5×5、Lady Juror 5×5、Blandford 5×5） | ナスノカオリの血統（トウルビヨン系 / Pharos、Fairway 4×5、Tourbillon 5×5、Lady Juror 5×5、Blandford 5×5） | ナスノカオリの血統（トウルビヨン系 / Pharos、Fairway 4×5、Tourbillon 5×5、Lady Juror 5×5、Blandford 5×5） | （血統表の出典）    | （血統表の出典） |
| 父 *パーソロン Partholon 1960 鹿毛                                                                        | 父の父Milesian 1953 鹿毛                                                                                  | My Babu                                                                                                   | Djebel              | Djebel           |
| 父 *パーソロン Partholon 1960 鹿毛                                                                        | 父の父Milesian 1953 鹿毛                                                                                  | My Babu                                                                                                   | Perfume             |                  |
| 父 *パーソロン Partholon 1960 鹿毛                                                                        | 父の父Milesian 1953 鹿毛                                                                                  | Oatflake                                                                                                  | Coup de Lyon        | Coup de Lyon     |
| 父 *パーソロン Partholon 1960 鹿毛                                                                        | 父の父Milesian 1953 鹿毛                                                                                  | Oatflake                                                                                                  | Avena               |                  |
| 父 *パーソロン Partholon 1960 鹿毛                                                                        | 父の母Paleo 1953 鹿毛                                                                                     | Pharis | Pharos              | Pharos           |
| 父 *パーソロン Partholon 1960 鹿毛                                                                        | 父の母Paleo 1953 鹿毛                                                                                     | Pharis | Carissima           |                  |
| 父 *パーソロン Partholon 1960 鹿毛                                                                        | 父の母Paleo 1953 鹿毛                                                                                     | Colonice                                                                                                  | Abjer               | Abjer            |
| 父 *パーソロン Partholon 1960 鹿毛                                                                        | 父の母Paleo 1953 鹿毛                                                                                     | Colonice                                                                                                  | Colonis             |                  |
| 母 ナスノホシ 1962 黒鹿毛                                                                                 | 母の父Faux Tirage 1946 鹿毛                                                                               | Big Game                                                                                                  | Bahram              | Bahram           |
| 母 ナスノホシ 1962 黒鹿毛                                                                                 | 母の父Faux Tirage 1946 鹿毛                                                                               | Big Game                                                                                                  | Myrobella           |                  |
| 母 ナスノホシ 1962 黒鹿毛                                                                                 | 母の父Faux Tirage 1946 鹿毛                                                                               | Commotion                                                                                                 | Mieuxce             | Mieuxce          |
| 母 ナスノホシ 1962 黒鹿毛                                                                                 | 母の父Faux Tirage 1946 鹿毛                                                                               | Commotion                                                                                                 | Riot                |                  |
| 母 ナスノホシ 1962 黒鹿毛                                                                                 | 母の母*ロゼッタ Rosetta 1954 栗毛                                                                         | Fair's Fair                                                                                               | Fair Trial          | Fair Trial       |
| 母 ナスノホシ 1962 黒鹿毛                                                                                 | 母の母*ロゼッタ Rosetta 1954 栗毛                                                                         | Fair's Fair                                                                                               | Fairy Godmother     |                  |
| 母 ナスノホシ 1962 黒鹿毛                                                                                 | 母の母*ロゼッタ Rosetta 1954 栗毛                                                                         | Rose Marie                                                                                                | Autopay             | Autopay          |
| 母 ナスノホシ 1962 黒鹿毛                                                                                 | 母の母*ロゼッタ Rosetta 1954 栗毛                                                                         | Rose Marie                                                                                                | Diversity F-No.13-a |                  |